# Pidonia fushani
Pidonia fushani là một loài bọ cánh cứng trong họ Cerambycidae.